# 平衡砂膜
平衡砂膜（へいこうさまく）は、内耳内のゼラチン状の膜。表面に炭酸カルシウムの結晶である耳石（平衡砂）が埋め込まれており、直線加速度に応じ耳石がゼラチン塊を牽引する
。